# Alaplıortacı, Alaplı
Alaplıortacı là một xã thuộc huyện Alaplı, tỉnh Zonguldak, Thổ Nhĩ Kỳ. Dân số thời điểm năm 2011 là 491 người.